# Blumenaumühle
Blumenaumühle ist ein Gemeindeteil der Gemeinde Berg im Landkreis Hof (Oberfranken, Bayern).

## Lage
Die Blumenaumühle liegt an der Sächsischen Saale. Gegenüber befindet sich das thüringische Dorf Pottiga. Der Maihof und der Gemeindeteil Gupfen liegen südlich der Blumenaumühle und sind gemeinsam an einer Verbindungsstraße verkehrsmäßig angeschlossen. Um die Blumenaumühle sind Flächen der Gemarkung ackerbaulich erschlossen.

## Geschichte
Ursprünglich wurde die Mühle wohl errichtet, um die Wasserkraft für ein Mühlwerk zu nutzen. Im 20. Jahrhundert reduzierte der Eigentümer der Mühle, Georg Richter, den Mühlbetrieb aufgrund einer Mehlstauballergie und nutzte das Anwesen hauptsächlich landwirtschaftlich.
Aufgrund des damals rasant wachsenden Energiebedarfes der Bevölkerung erkannte Richter das wirtschaftliche Potential der Mühle.
Im Jahr 1910 begann der Bau des Maschinenhauses und ein Aufbau des Versorgungsnetzes, um die umliegenden Orte anzuschließen. Ab 1911 versorgte die Blumenaumühle die Orte Pottiga, Pirk, Frössen, Rudolphstein, Schnarchenreuth, Berg, Hadermannsgrün, Lichtenberg und Blankenberg mit Licht und Kraftstrom.
1912 gründete Georg Richter mit weiteren Partnern die Überlandzentrale Blumenaumühle e. G. m. b. H.  und im selben Jahr erfolgte der Einbau einer zweiten Turbine mit ca. 75 kW.
Ab dem Jahr 1913 erfolgte die Erweiterung des Versorgungsgebietes um weitere Ortschaften in der Umgebung bis zum Netzzusammenschluss mit dem Elektrizitätswerk Naila im Jahr 1920.
Bis zum Jahre 1937 betrug die Mitarbeiterzahl 12 bis 15. Zu dieser Zeit wurde eine neue Turbine mit ca. 90 kW eingebaut.
Nach dem Zweiten Weltkrieg wurde die innerdeutsche Grenze immer geschlossener bis zum Jahr 1952, als die Versorgungsleitungen in die Ortschaften auf dem Gebiet der DDR unterbrochen wurden und es untersagt wurde, in diese Orte weiter Strom zu liefern. Schon während der Anfangszeit der Teilung Deutschlands war es nur dem Stromableser gestattet, das Gebiet der DDR zu betreten, um Zählerstände zu erfassen.

## Gegenwart
Mit dem Wegfall der innerdeutschen Grenze war es wieder möglich, die Saale zu überqueren und nach Thüringen zu gelangen. 2009 wurde eine neue Fußgängerbrücke eröffnet.
Die Mühle erzeugt weiterhin ferngesteuert Strom mit zwei modernen Turbinen und speist ihn in das allgemeine Netz ein.